# Henrique Moura
Henrique Moura Perillo (Goiânia, Goiás, Brasil, 8 de febrero de 1991), conocido deportivamente como Henrique, es un futbolista brasileño que juega de defensa.

## Trayectoria

### Vila Nova F.C.
Henrique se unió al Vila Nova en 2008, cuando tenía diecisiete años y comenzó a jugar en la posición de defensor central, adaptándose muy bien al liderar a sus compañeros.
Su debut en el equipo absoluto debió esperar hasta el 16 de enero de 2011, por la primera fecha del Campeonato Goiano, frente al Goianésia como visitante en el Estadio Valdeir José de Oliveira. Apareció en el once inicial del entrenador Hélio dos Anjos y completó la totalidad de los minutos en la victoria de 0-1. El primer gol de su carrera lo ejecutó el 26 de enero, en el encuentro ante Santa Helena, marcando al minuto 85' para el triunfo con cifras de goleada 1-4. Su club avanzó a la siguiente ronda del torneo como segundo de la tabla y las semifinales se llevaron a cabo contra el Goiás. La ida fue el 24 de abril de visita, escenario donde su conjunto perdió por la mínima 1-0, mientras que en la vuelta del 1 de mayo, el defensa concretó una anotación al minuto 31' en el empate 2-2. Con estos resultados, el Vila Nova quedó eliminado a causa del marcador agregado. Por otra parte, Henrique contabilizó una regularidad de diecinueve partidos disputados, todos como titular y saliendo solamente una vez de cambio. Alcanzó 1666 minutos de acción.
Habiendo clasificado directamente al Campeonato Brasileño de Serie B 2011, Moura siguió mostrando su adaptación a esta competición tras conseguir veintitrés presencias, con 1867 minutos de participación. A pesar de ser uno de los más constantes de la planilla, su equipo terminó en el decimoctavo puesto de la tabla, por lo que fue relegado a la Serie C para la siguiente temporada.

### Goiás E.C.
Al finalizar el año, el jugador fue traspasado al Goiás. Sus oportunidades de formar parte de las alineaciones se disminuyeron drásticamente, sin ver acción en ningún compromiso del Campeonato Goiano de 2012, competencia en la que su grupo salió campeón tras vencer en la final al Goianiense, esto el 13 de mayo.
El futbolista vivió la misma situación en cuanto a acción en el Campeonato de Serie B 2012, quedándose en la lista de reserva. No obstante, su equipo logró el liderato y el título que le adjudicó como campeón, además de la promoción a la Serie A.

### A.A. Aparecidense
A partir del año 2013, la directiva del Goiás tomó la determinación de enviar a Henrique al Aparecidense, en condición de préstamo. No vio acción en ningún partido del Campeonato Goiano y solo permaneció en el banquillo por tres ocasiones. Su equipo finalizó en el cuarto puesto de la tabla y tuvo como adversario precisamente al Goiás. La semifinal de ida se desarrolló el 25 de abril como visitante en el Estadio Serra Dourada, donde las cifras fueron de victoria 1-2. Esta ventaja fue desaprovechada el 5 de mayo, fecha en la que se dio la vuelta de esta serie en el Estadio Annibal Batista de Toledo. El marcador concluyó en pérdida de 1-4, quedando su club eliminado.
En el Campeonato Brasileño de Serie D, en su edición de 2013, Moura logró su debut en la primera jornada del 2 de junio. Completó la totalidad de los minutos en la derrota 1-0 de visita contra Mixto. En total tuvo tres participaciones de ocho disponibles, y su club fue segundo del grupo A5 con quince puntos. Luego de haber enfrentado al Tupi en octavos de final, su grupo fue excluido de la categoría por irregularidades administrativas.

### Grêmio Anápolis
En 2014, Henrique nuevamente fue prestado por parte del Goiás, esta vez al Grêmio Esportivo Anápolis. Debutó oficialmente el 25 de enero, por la tercera jornada correspondiente del Campeonato Goiano en condición de visita, en el Estadio Serra Dourada contra el Atlético Goianiense. El defensa fue titular todo el juego en la derrota de su equipo 3-1. Tuvo participación en ocho partidos de la competencia y salió expulsado una vez, específicamente el 2 de febrero frente al Catalano por doble acumulación de tarjetas amarillas. Su club quedó en el cuarto sitio del grupo B, por lo tanto fuera de la zona de semifinales.

### Parauapebas F.C.
Luego de finalizar su vínculo contractual con el Goiás, el defensa se incorporó al Parauapebas Futebol Clube a partir de 2015. Disputó el torneo del Campeonato Paraense y se destaca[cita requerida] su participación como titular, del director técnico Léo Goiano, en la final de la Taça Cidade de Belém, desarrollada el 8 de marzo contra el Independente en el Estadio Navegantão. Esta serie se llevó a los lanzamientos desde el punto de penal y las cifras de 7-6 favorecieron a los rivales.
En cuanto a la actividad en la Taça Estado do Pará de 2015, el 22 de abril se dio la semifinal en el Estadio Mangueirão frente al Paysandu, donde su equipo perdió en penales tras la igualdad de 0-0 en el tiempo regular.

### Clube do Remo
El 25 de mayo de 2015, se hizo oficial la llegada del defensor al Clube do Remo, junto con los otros refuerzos Aleílson Sousa, Junio César Arcanjo y Fernando Henrique. Tuvo su debut en el Campeonato de Serie D el 12 de julio, en el partido que su equipo enfrentó en la primera fecha al Vilhena Esporte Clube en el Estadio Arnaldo Lopes, siendo titular los 90 minutos del entrenador Joao Carlos Santos en la igualdad a un gol. Una semana después, Moura hizo el tanto de la victoria 1-0 para su conjunto sobre el Rio Branco. El 22 de agosto volvió a encontrarse con la anotación, esta vez ante el Nacional Do Manaus en el Estadio Arena Verde, para la nueva victoria con cifras de 3-2. Al término de las ocho jornadas, su club consolidó el liderato del grupo A1 con diecisiete puntos y clasificó a la siguiente fase. El 26 de septiembre fue la ida de los octavos de final, donde su conjunto visitó al Palmas cuyo resultado fue de pérdida ajustada 1-0. Para la vuelta del 3 de octubre, su grupo revirtió la situación y se impuso con marcador de 3-0, mediante un doblete de su compañero Kiros Soares y el tanto de Eduardo Ramos. Ambos juegos correspondientes a los cuartos de final, frente al Operário Ferroviário, acabaron con triunfos de 0-1 y 3-1, en la ida y vuelta respectivamente. De esta manera, su equipo aseguró la promoción a la Serie C. Posteriormente se desarrolló la semifinal del torneo, en la cual el Remo perdió en la ida 1-0 contra el Botafogo F.C. y en la vuelta empató 0-0, quedando eliminado. Por su parte, Henrique contabilizó catorce presencias y realizó dos goles.
El 31 de enero de 2016 comenzó oficialmente el Campeonato Paraense para su equipo, enfrentando en el Mangueirão al Águia de Marabá el partido de inauguración de la Taça Cidade de Belém. El defensa apareció como titular y el marcador fue de victoria con cifras de 5-3. El Remo consiguió resultados que lo colocaron en el primer sitio de la tabla con nueve puntos, a través de tres triunfos y solamente un revés, para clasificar a la siguiente instancia. El 27 de febrero fue la semifinal contra Independente, partido en el que Moura debió esperar desde la suplencia y la igualdad llevó la serie hasta los lanzamientos desde el punto de penal. Sus compañeros lograron la ganancia en esta definición. Sin embargo, la derrota por la misma vía tras el empate frente al Paysandu dejó a su club con el subcampeonato.
En la siguiente fase del torneo regional, la Taça Estado do Pará, efectuada entre marzo y abril de 2016, su conjunto tuvo una declive en cuanto a rendimiento tras contabilizar cuatro empates y una pérdida, quedando eliminado en el cuarto lugar del grupo A.
Para la Copa Verde 2016, Moura fue partícipe de las victorias sobre el Náutico Futebol Clube de Roraima en octavos de final, luego frente al Nacional en cuartos de final por el marcador agregado, y en la pérdida en semifinales contra el Paysandu.
Las dos derrotas consecutivas en la primera fase de la Copa de Brasil 2016, ante el Vasco da Gama, provocaron la eliminación prematura de su equipo. Por otra parte, Henrique completó la casi totalidad de los minutos en ambos cotejos.
El 21 de mayo de 2016 fue la jornada de inicio del Campeonato Brasileño de Serie C, donde su equipo enfrentó al Cuiabá como visitante en la Arena Pantanal. El defensa fue titular del estratega Marcelo Veiga, recibió tarjeta amarilla al minuto 27' y el resultado terminó balanceado a un gol. Una vez acabadas las catorce fechas del torneo en el mes de septiembre, su club no logró avanzar a la siguiente fase tras haber obtenido el quinto puesto de la tabla. Además, Henrique contabilizó nueve presencias y tuvo 775 minutos de acción. En la temporada que incluyó todas las competencias oficiales, el zaguero fue parte de veinticuatro encuentros.
Instaurado en la temporada 2017 de su conjunto, el 29 de enero fue la primera fecha del Campeonato Paraense, la cual se desarrolló en el Mangueirão contra el Cametá. Moura fue titular y el marcador terminó con cifras de goleada 5-0. Paralelamente el Remo debió disputar la Copa de Brasil en su primera ronda frente al Brusque, esto el 16 de febrero, quedando eliminado por el resultado de 2-1. Luego se desarrolló la Copa Verde, torneo en el que tuvo su inauguración en la ronda de octavos de final. El 5 de marzo fue la ida contra el Atlético Acreano en la Arena da Floresta, escenario donde prevaleció la igualdad de 1-1. El 16 de marzo tuvo lugar la vuelta de esta serie como local, en la cual Henrique hizo un gol al minuto 49' en la victoria fundamental de 4-0. El defensa fue importante en la ida de los cuartos de final, del 30 de marzo ante el Santos-AP, por ejecutar el tanto de la victoria 2-1 al minuto 82'. Sin embargo, la ventaja fue revertida por los oponentes tras la pérdida de 3-0 en el Estadio Milton Corrêa. De vuelta al certamen regional, su club avanzó a la siguiente etapa como líder del segundo grupo con veintidós puntos. El 12 de abril fue la semifinal de ida como visitante contra el Independente, donde su equipo registró la derrota de 2-0. Una semana después, el resultado de 3-1 favoreció al Remo, por lo que la serie terminó igualada 3-3 en el global, llevándose hasta los lanzamientos de penal. Henrique, a pesar de fallar el octavo tiro, su conjunto clasificó a través de la ganancia con cifras de 10-9 en esta definición. No obstante, las finales fueron de fracaso ante el Paysandu, a finales de abril y principios de mayo, por el agregado de 2-3. Con esto su club nuevamente quedó subcampeón. El futbolista recibió el premio al mejor defensa central de la competición.
El 14 de mayo de 2017, Moura alcanzó la totalidad de los minutos en la primera fecha del Campeonato de Serie C, en la cual su equipo ganó 1-0 como local frente al Fortaleza. El único gol fue marcado por su compañero Nino Guerreiro por la vía del penal.

### Deportivo Saprissa

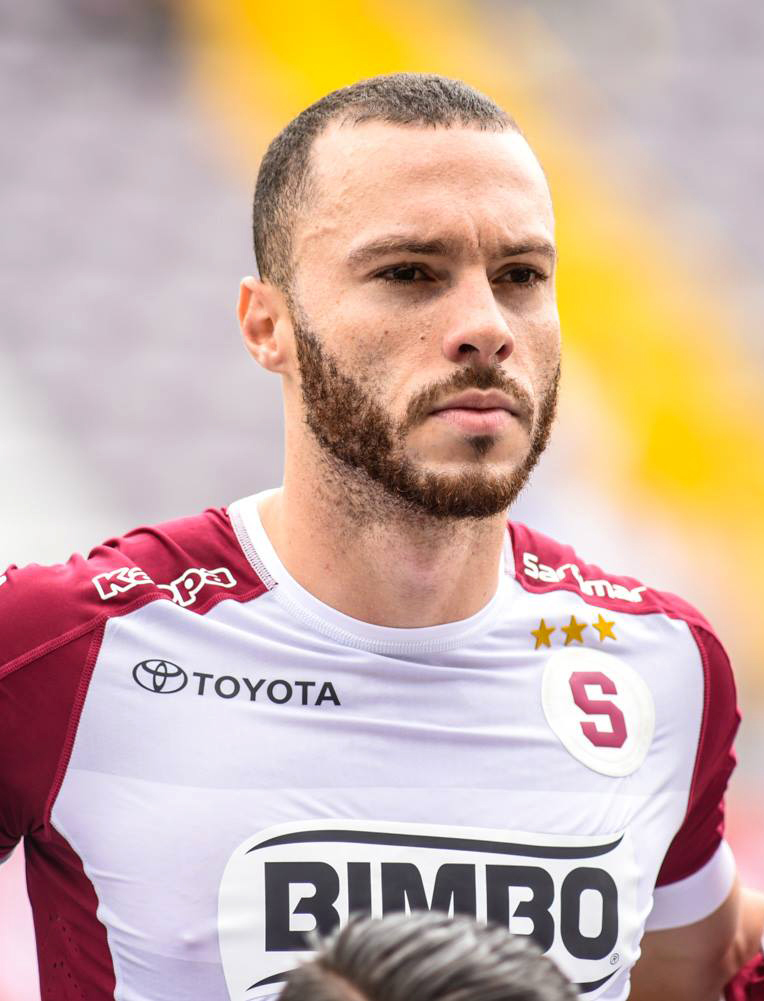
Henrique en su primer juego amistoso con Saprissa.

El defensor llegó a Costa Rica el 6 de julio de 2017 para hacer oficialmente su vínculo en el Deportivo Saprissa, de la Primera División de ese país. Firmó el contrato por un año con alternativa a una ampliación y su presentación formal se realizó ese mismo día, en conferencia de prensa por el gerente deportivo Paulo Wanchope. Además, se le asignó la dorsal número «5».
Su debut en el Torneo de Apertura 2017 se produjo el 30 de julio en el Estadio "Fello" Meza de Cartago, escenario en el que su conjunto fungió como local contra Carmelita. Moura, por su parte, apareció en el once inicial y completó la totalidad de los minutos en la victoria con cifras de 4-2. El 27 de agosto salió expulsado en el clásico ante Alajuelense en el Estadio Morera Soto, por doble acumulación de tarjetas amarillas. Retornó tras su sanción de un partido el 9 de septiembre frente al Herediano, como titular en la igualdad a un tanto. Los saprissistas avanzaron a la cuadrangular en el segundo sitio con 43 puntos. Hizo su primer gol del certamen el 10 de diciembre, en la derrota 3-2 ante Pérez Zeledón. Al cierre de esta última etapa, el conjunto tibaseño quedó sin posibilidades de optar por el título. El defensa contabilizó veintitrés presencias y tuvo 2161 minutos de acción.
Con miras al Torneo de Clausura 2018, su equipo cambió de entrenador debido al retiro de Carlos Watson, siendo Vladimir Quesada —quien fuera el asistente la campaña anterior— el nuevo estratega. Henrique apareció como titular en la primera jornada del 7 de enero ante Liberia, en el Estadio Edgardo Baltodano. Al minuto 60', aprovechó el centro proveniente de un tiro de esquina de su compañero Marvin Angulo, para empalmar un testarazo dentro del área rival y así concretar su primer gol del certamen, y el segundo de la ventaja transitoria 0-2. Posteriormente, el resultado terminaría en victoria por 0-3. El futbolista marcó el primer doblete de su carrera el 22 de abril en el clásico contra Alajuelense, a los minutos 78' y 91' para salvar a su equipo de la inminente derrota y lograr el empate 3-3. El 20 de mayo se proclama campeón del torneo con su club tras vencer al Herediano en la tanda de penales. Moura alcanzó un total de veinticuatro apariciones con tres goles realizados. Luego de no llegar a un arreglo económico para su renovación, el contrato del defensa finalizó el 23 de mayo por lo que quedó fuera de la institución.

## Clubes
| Club                         | País       | Año         |
| ---------------------------- | ---------- | ----------- |
| Vila Nova F.C.               | Brasil     | 2011        |
| Goiás E.C.                   | Brasil     | 2012 - 2013 |
| A.A. Aparecidense (Préstamo) | Brasil     | 2013        |
| G.E. Anápolis (Préstamo)     | Brasil     | 2014        |
| Parauapebas F.C.             | Brasil     | 2015        |
| Clube do Remo                | Brasil     | 2015 - 2017 |
| Deportivo Saprissa           | Costa Rica | 2017 - 2018 |
| Sabail                       | Azerbaiyán | 2018 - 2020 |
| Municipal Pérez Zeledón      | Costa Rica | 2020 -2022  |

## Palmarés

### Campeonatos nacionales
| N.º | Título                | Club               | País       | Año  |
| --- | --------------------- | ------------------ | ---------- | ---- |
| 1   | Campeonato de Serie B | Goiás E.C.         | Brasil     | 2012 |
| 2   | Torneo de Clausura    | Deportivo Saprissa | Costa Rica | 2018 |

### Campeonatos regionales
| N.º | Título            | Club       | Región | Año  |
| --- | ----------------- | ---------- | ------ | ---- |
| 1   | Campeonato Goiano | Goiás E.C. | Goiás  | 2012 |

### Galardones individuales
| Distinción                                    | Año  |
| --------------------------------------------- | ---- |
| Mejor defensa central del Campeonato Paraense | 2017 |